# Candisari (Gladagsari)
Candisari is een bestuurslaag in het regentschap Boyolali van de provincie Midden-Java, Indonesië. Candisari telt 2251 inwoners (volkstelling 2010).